# Martí Cama i Prats
Martí Cama i Prats (Palafrugell, 1864 – Reims, 1914) fou un industrial surer amb fàbriques a Palafrugell i Reims i president de La Taponera, fou el primer a comercialitzar el tap de xampany de dues peces (Gèminus) i impulsà i presidí la Cambra Oficial de Comerç d'Espanya a París.